# Giorgio Mainerio
Giorgio Mainerio (* zwischen 1530 und 1540 in Parma; † 3. oder 4. Mai 1582 in Aquileia) war ein Italienischer Komponist.

## Leben
Giorgio Mainerio wurde zwischen 1530 und 1540 in Parma geboren. Im Laufe seiner Ausbildung studierte er Musik. Aber er strebte nicht von Anfang an eine musikalische Karriere an. In den Jahren ab 1560 bewarb er sich um eine Stelle als Kaplan und altarista an der Kirche Santa Maria Annunziata in Udine.
In Udine verbrachte Mainerio die Jahre 1560 bis 1570. Dank seines erworbenen musikalischen Fachwissens und des Unterrichts, den er bei zwei örtlichen Musikautoritäten, den Kapellmeistern Gabriele Martinengo und Ippolito Chiamaterò genossen hatte, begann er seine erfolgreiche musikalische Laufbahn. Sie war vermutlich einträglicher als die Laufbahn des Klerikers.
Nach drei Jahren in Udine begann er sich für Okkultismus, Astrologie, Magie und Totenorakel zu interessieren. Es gab auch Gerüchte, dass er gemeinsam mit einigen Frauen schwarze Messen abhielt. Die Inquisition in Aquileia eröffnete ein Ermittlungsverfahren gegen ihn als Vorstufe zu einem Prozess. Da aber keine weiteren Verdachtsmomente auftauchten, wurde der Fall zu den Akten gelegt. Trotzdem bekam Mainerio auch nach dem Ende seiner Bekanntschaft mit der Inquisition immer häufiger Probleme mit seinen Kollegen vom Kapitel in Udine. So beschloss er, nachdem er sich für eine Stelle an der Patriarchats-Basilika von Aquileia beworben hatte, seine Tätigkeit in Udine teilweise aufzugeben und begründete seine Entscheidung mit „gewichtigen, aber ehrenwerten Gründen“. 
Er erhielt die Stelle in Aquileia und zog um. Dort wohnte er nicht im Zentrum der Stadt, sondern in den Dienstgebäuden des Patriarchats, die sich an einem ruhigen, abgeschiedenen Ort befanden.
1578 wurde er zum  Maestro di cappella an der S. Chiesa d’Aquilegia ernannt. Während seiner letzten zehn Lebensjahre hatte er gesundheitliche Probleme, so dass er öfter seinen Dienst als Kirchenpfleger zugunsten von Aufenthalten in Venedig, Ancona und bekannten Heilbädern unterbrach. 
Die Nachricht seines Todes wurde in der Kapitelsitzung vom 4. Mai 1582 bekanntgegeben.

## Werk
Mainerio schrieb hauptsächlich Kirchenmusik. Sein Magnificat octo tonorum ... cum quatuor vocibus wurde 1574 in Venedig bei G. Bariletto gedruckt; der Band enthält ferner ein Regina Coeli. Im Folgenden gab er weitere zehn Magnificat unter dem gemeinsamen Titel Sacra cantica Beatissimae M Virg omnitonum sex vocum parium canenda heraus. Darin enthalten ist eine sechsstimmige Motette O sacrum convivium. Alle diese Werke wurden 1580 in Venedig bei Angelo Gardano gedruckt.
Mainerio veröffentlichte aber auch eine Sammlung von Tänzen unter dem Originaltitel Il primo libro de balli accomodati per cantar et sonar d’ogni sorte de instromenti di Giorgio Mainerio Parmeggiano Maestro di Capella della S. Chiesa d’Aquilegia,  die 1578 von Gardano in Venedig gedruckt wurde. Ein Teil dieser Tänze war so populär, dass sie 1583 von Pierre Phalèse d. J. in Antwerpen nachgedruckt wurden. In der Gegenwart ist Mainerio fast ausschließlich mit diesen weltlichen Stücken bekannt geworden.
Hier eines seiner bekanntesten Stücke aus seinem Tanzbuch, das unter anderem von Angelo Branduardi (* 1950) bearbeitet wurde:
Schiarazula Marazula 438 KBⓘ